# Andrej Lavrov
Andrej Ivanovič Lavrov (in russo Андрей Иванович Лавров?; Krasnodar, 26 marzo 1962) è un ex pallamanista russo, fino al 1991 sovietico.

## Palmarès

### Olimpiadi
- 4 medaglie:
  - 3 ori (Seul 1988[1]; Barcellona 1992[2]; Sydney 2000[3])
  - 1 bronzo (Atene 2004[3])

### Mondiali
- 4 medaglie:
  - 2 ori (Svezia 1993[3]; Giappone 1997[3])
  - 2 argenti (Cecoslovacchia 1990[1]; Egitto 1999[3])

### Europei
- 2 medaglie:
  - 1 oro (Spagna 1996[3])
  - 1 argento (Portogallo 1994[3])